# Doha Diamond League 2024
Die Doha Diamond League 2024 war ein Leichtathletik-Meeting, das am 10. Mai im Qatar SC Stadium in Doha, der Hauptstadt Katars stattfand und Teil der Diamond League war. Es war dies die 26. Austragung dieser Veranstaltung und stellte 2024 den dritten Stop der Diamond League nach zwei Meetings in der Volksrepublik China dar.

## Ergebnisse

### Männer

#### 200 m
| Platz | Athlet            | Land | Zeit (s) |
| ----- | ----------------- | ---- | -------- |
| 1     | Kenneth Bednarek  | USA  | 19,67    |
| 2     | Courtney Lindsey  | USA  | 20,01    |
| 3     | Kyree King        | USA  | 20,21    |
| 4     | Joseph Fahnbulleh | LBR  | 20,26    |
| 5     | Aaron Brown       | CAN  | 20,29    |
| 6     | Joshua Hartmann   | GER  | 20,36    |
| 7     | Andrew Hudson     | JAM  | 20,53    |
| 8     | Ján Volko         | SVK  | 21,23    |

Wind: +1,7 m/s

#### 400 m
| Platz | Athlet                     | Land | Zeit (s) |
| ----- | -------------------------- | ---- | -------- |
| 1     | Steven Gardiner            | BAH  | 44,76    |
| 2     | Muzala Samukonga           | ZAM  | 45,07    |
| 3     | Leungo Scotch              | BOT  | 45,29    |
| 4     | Vernon Norwood             | USA  | 45,49    |
| 5     | Ammar Ismail Yahia Ibrahim | QAT  | 45,57    |
| 6     | Bayapo Ndori               | BOT  | 45,57    |
| 7     | Quincy Hall                | USA  | 45,98    |
| 8     | Ashraf Hussen Osman        | QAT  | 46,46    |

#### 1500 m
| Platz | Athlet                     | Land | Zeit (min) |
| ----- | -------------------------- | ---- | ---------- |
| 1     | Brian Komen                | KEN  | 3:32,43    |
| 2     | Timothy Cheruiyot          | KEN  | 3:32,67    |
| 3     | Reynold Kipkorir Cheruiyot | KEN  | 3:32,96    |
| 4     | Isaac Nader                | POR  | 3:33,50    |
| 5     | Elliot Giles               | GBR  | 3:33,61    |
| 6     | Narve Gilje Nordås         | NOR  | 3:33,87    |
| 7     | Andrew Coscoran            | IRL  | 3:35,25    |
| 8     | Kieran Lumb                | CAN  | 3:34,41    |
| 9     | Adel Mechaal               | ESP  | 3:35,12    |
| 10    | Andreas Almgren            | SWE  | 3:35,22    |
| 11    | Samuel Tefera              | ETH  | 3:35,58    |
| 12    | Robert Farken              | GER  | 3:35,59    |
| 13    | Abel Kipsang               | KEN  | 3:35,67    |
| 14    | Abdirahman Saeed Hassan    | QAT  | 3:37,69    |
|       | Mounir Akbache (Pacemaker) | FRA  | DNF        |

#### 400 m Hürden
| Platz | Athlet               | Land | Zeit (s) |
| ----- | -------------------- | ---- | -------- |
| 1     | Alison dos Santos    | BRA  | 47,86    |
| 2     | CJ Allen             | USA  | 48,39    |
| 3     | Wilfried Happio      | FRA  | 49,10    |
| 4     | David Kendziera      | USA  | 49,29    |
| 5     | Khallifah Rosser     | USA  | 49,88    |
| 6     | Nick Smidt           | NED  | 49,97    |
| 7     | Ismail Doudai Abakar | QAT  | 50,34    |
| 8     | İsmail Nezir         | TUR  | 50,97    |

#### 3000 m Hindernis
| Platz                         | Athlet                          | Land | Zeit (min) |
| ----------------------------- | ------------------------------- | ---- | ---------- |
| 1                             | Samuel Firewu                   | ETH  | 8:07,25    |
| 2                             | Abraham Kibiwot                 | KEN  | 8:07,38    |
| 3                             | Getnet Wale                     | ETH  | 8:09,69    |
| 4                             | Amos Serem                      | KEN  | 8:12,74    |
| 5                             | Ryūji Miura                     | JPN  | 8:13,96    |
| 6                             | Daniel Arce                     | ETH  | 8:16,43    |
| 7                             | Mohamed Amin Jhinaoui           | TUN  | 8:17,56    |
| 8                             | Simon Sundström                 | SWE  | 8:19,45    |
| 9                             | Isaac Updike                    | USA  | 8:20,86    |
| 10                            | Mohamed Tindouft                | MAR  | 8:22,14    |
| 11                            | Benjamin Kigen                  | KEN  | 8:22,26    |
| 12                            | Fernando Carro Morillo          | ESP  | 8:22,50    |
| 13                            | Ahmed Jaziri                    | TUN  | 8:30,16    |
| 14                            | Abrham Sime                     | ETH  | 8:39,39    |
|                               | Abderrafia Bouassel (Pacemaker) | MAR  | DNF        |
| Wilberforce Kones (Pacemaker) | KEN                             | DNF  |            |

#### Weitsprung
| Platz | Athlet              | Land | Weite (m) |
| ----- | ------------------- | ---- | --------- |
| 1     | Carey McLeod        | JAM  | 8,52 w    |
| 2     | Miltiadis Tendoglou | GRC  | 8,36      |
| 3     | Simon Ehammer       | SUI  | 8,30 w    |
| 4     | Simon Batz          | GER  | 8,13 w    |
| 5     | Tajay Gayle         | JAM  | 8,01 w    |
| 6     | Radek Juška         | CZE  | 7,94 w    |
| 7     | Thobias Montler     | SWE  | 7,74      |
| 8     | LaQuan Nairn        | USA  | 7,59 w    |
|       | William Williams    | USA  | NM        |

#### Speerwurf
| Platz | Athlet            | Land | Weite (m) |
| ----- | ----------------- | ---- | --------- |
| 1     | Jakub Vadlejch    | CZE  | 88,38     |
| 2     | Neeraj Chopra     | IND  | 88,36     |
| 3     | Anderson Peters   | GRN  | 86,62     |
| 4     | Oliver Helander   | FIN  | 83,99     |
| 5     | Andrian Mardare   | MDA  | 81,33     |
| 6     | Edis Matusevičius | LTU  | 80,05     |
| 7     | Genki Dean        | JPN  | 79,34     |
| 8     | Julius Yego       | KEN  | 78,37     |
| 9     | Kishore Jena      | IND  | 76,31     |
| 10    | Curtis Thompson   | USA  | 73,46     |

### Frauen

#### 100 m
| Platz | Athletin         | Land | Zeit (s) |
| ----- | ---------------- | ---- | -------- |
| 1     | Daryll Neita     | GBR  | 10,98    |
| 2     | Tamari Davis     | USA  | 10,99    |
| 3     | Celera Barnes    | USA  | 11,02    |
| 4     | Amy Hunt         | GBR  | 11,13    |
| 5     | Boglárka Takács  | HUN  | 11,17    |
| 6     | Kortnei Johnson  | USA  | 11,29    |
| 7     | Natasha Morrison | JAM  | 11,37    |
| 8     | Farzaneh Fasihi  | IRN  | 11,71    |

Wind: +2,0 m/s

#### 800 m
| Platz | Athletin                       | Land | Zeit (min) |
| ----- | ------------------------------ | ---- | ---------- |
| 1     | Mary Moraa                     | KEN  | 1:57,91    |
| 2     | Jemma Reekie                   | GBR  | 1:58,42    |
| 3     | Noélie Yarigo                  | BEN  | 1:58,70    |
| 4     | Habitam Alemu                  | ETH  | 1:59,08    |
| 5     | Halimah Nakaayi                | UGA  | 1:59,48    |
| 6     | Natoya Goule                   | JAM  | 1:59,74    |
| 7     | Elena Bellò                    | ITA  | 1:59,83    |
| 8     | Isabelle Boffey                | GBR  | 2:01,03    |
| 9     | Alexandra Bell                 | GBR  | 2:01,56    |
| 10    | Anita Horvat                   | SVN  | 2:05,06    |
|       | Agata Kołakowska (Pacemakerin) | POL  | DNF        |

#### 1500 m
| Platz          | Athletin                    | Land | Zeit (min) |
| -------------- | --------------------------- | ---- | ---------- |
| 1              | Freweyni Hailu              | ETH  | 4:00,42    |
| 2              | Jessica Hull                | AUS  | 4:00,84    |
| 3              | Nelly Chepchirchir          | KEN  | 4:01,19    |
| 4              | Worknesh Mesele             | ETH  | 4:01,25    |
| 5              | Hirut Meshesha              | ETH  | 4:03,22    |
| 6              | Georgia Bell                | GBR  | 4:03,72    |
| 7              | Revée Walcott-Nolan         | GBR  | 4:03,99    |
| 8              | Susan Lokayo Ejore          | KEN  | 4:04,70    |
| 9              | Federica Del Buono          | ITA  | 4:05,09    |
| 10             | Sarah Healy                 | IRL  | 4:05,72    |
| 11             | Georgia Griffith            | AUS  | 4:06,13    |
| 12             | Melissa Courtney-Bryant     | GBR  | 4:08,46    |
| 13             | Saron Berhe                 | ETH  | 4:09,62    |
| 14             | Abbey Caldwell              | AUS  | 4:12,36    |
|                | Aneta Lemiesz (Pacemakerin) | POL  | DNF        |
| Diribe Welteji | ETH                         | DNF  |            |

#### 5000 m
| Platz                         | Athletin           | Land | Zeit (min) |
| ----------------------------- | ------------------ | ---- | ---------- |
| 1                             | Beatrice Chebet    | KEN  | 14:26,98   |
| 2                             | Ejgayehu Taye      | ETH  | 14:29,26   |
| 3                             | Medina Eisa        | ETH  | 14:34,11   |
| 4                             | Melknat Wudu       | ETH  | 14:44,17   |
| 5                             | Gela Hambese       | ETH  | 14:47,77   |
| 6                             | Senayet Getachew   | ETH  | 14:52,97   |
| 7                             | Aynadis Mebratu    | ETH  | 14:53,55   |
| 8                             | Wubrist Aschal     | ETH  | 14:56,40   |
| 9                             | Grace Nawowuna     | KEN  | 15:01,10   |
| 10                            | Mekedes Alemeshete | ETH  | 15:06,23   |
| 11                            | Nozomi Tanaka      | JPN  | 15:11,21   |
| 12                            | Asayech Ayichew    | ETH  | 15:20,07   |
| 13                            | Asmarech Anley     | ETH  | 15:55,04   |
| 14                            | Elsabet Amare      | ETH  | 16:13,77   |
|                               | Loice Chekwemoi    | UGA  | DNF        |
| Lemlem Hailu                  | ETH                | DNF  |            |
| Christine Njoki (Pacemakerin) | KEN                | DNF  |            |

#### 100 m Hürden
| Platz | Athletin          | Land | Zeit (s) |
| ----- | ----------------- | ---- | -------- |
| 1     | Ditaji Kambundji  | PUR  | 12,49    |
| 2     | Tonea Marshall    | USA  | 12,51    |
| 3     | Pia Skrzyszowska  | POL  | 12,53    |
| 4     | Amber Hughes      | USA  | 12,54    |
| 5     | Sarah Lavin       | IRL  | 12,73    |
| 6     | Emma Beiter Bomme | DEN  | 14,03    |
| 7     | Alaysha Johnson   | USA  | DSQ      |

Wind: +1,7 m/s

#### Hochsprung
| Platz | Athletin              | Land | Höhe (m) |
| ----- | --------------------- | ---- | -------- |
| 1     | Angelina Topić        | SRB  | 1,94     |
| 2     | Iryna Heraschtschenko | SVN  | 1,91     |
| 3     | Eleanor Patterson     | AUS  | 1,91     |
| 4     | Lia Apostolovski      | SVN  | 1,88     |
| 5     | Nadeschda Dubowizkaja | GRC  | 1,88     |
| 6     | Maja Nilsson          | SWE  | 1,88     |
| 7     | Morgan Lake           | GBR  | 1,88     |
| 8     | Julija Lewtschenko    | UKR  | 1,84     |
| 9     | Christina Honsel      | GER  | 1,84     |
| 10    | Nawal Meniker         | FRA  | 1,84     |

#### Stabhochsprung
| Platz | Athletin           | Land | Höhe (m) |
| ----- | ------------------ | ---- | -------- |
| 1     | Molly Caudery      | GBR  | 4,73     |
| 2     | Nina Kennedy       | AUS  | 4,73     |
| 3     | Tina Šutej         | SVN  | 4,63     |
| 4     | Bridget Williams   | USA  | 4,63     |
| 5     | Katerina Stefanidi | GRC  | 4,63     |
| 6     | Sandi Morris       | USA  | 4,53     |
| 7     | Gabriela Leon      | USA  | 4,43     |
| 8     | Roberta Bruni      | ITA  | NMH      |